# Nikolai Dubovskoi
Nikolai Nikanorovici Dubovskoi (în rusă Николай Никанорович Дубовской; n. 5/17 decembrie 1859, Novocerkassk, Oblast Voiska Donskogo⁠(d), Imperiul Rus – d. 28 februarie 1918, Petrograd, RSFS Rusă) a fost un pictor peisagistic, asociat cu gruparea artistică Peredvijniki („Rătăcitorii”). Împreună cu Isaac Levitan, el a contribuit la crearea a ceea ce a devenit cunoscut sub numele de „peisajul stare de spirit”.

## Biografie
Tatăl său era un sergent în unitățile militare ale cazacilor de pe Don. El a dovedit talent artistic de la o vârstă fragedă, copiind ilustrațiile din Niva și din alte reviste populare. Unchiul său, un artist local pe nume A.V. Pîșkin, l-a învățat să deseneze din memorie. Tatăl său a insistat însă ca el să urmeze tradiția familiei și l-a înrolat în Corpul de Cadeți Vladimir din Kiev în 1870. Odată ajuns acolo, instructorii lui au observat că el își petrecea tot timpul liber desenând și l-au sfătuit pe tatăl lui să-l trimită să urmeze studii de artă.
În 1877, după ce a primit permisiunea tatălui său, a început să frecventeze cursurile de la Academia Imperială de Artă, apoi a devenit student al pictorului peisagist Mihail Clodt. După absolvirea studiilor specializate în 1881, a fost aparent nemulțumit de educația primită la Academie și a refuzat să participe la concursul obișnuit pentru medalia de aur. El a ales să expună în schimb la Societatea Imperială pentru Încurajarea Artelor, câștigând mai multe medalii și obținând prima sa recunoaștere publică. În 1884 pictura „Iarnă” a fost achiziționată de galeria Tretiakov. După aceea, a început să expună în mod regulat cu membrii grupării Peredvijniki („Rătăcitorii”) și a devenit membru al acestui grup artistic în 1886. 

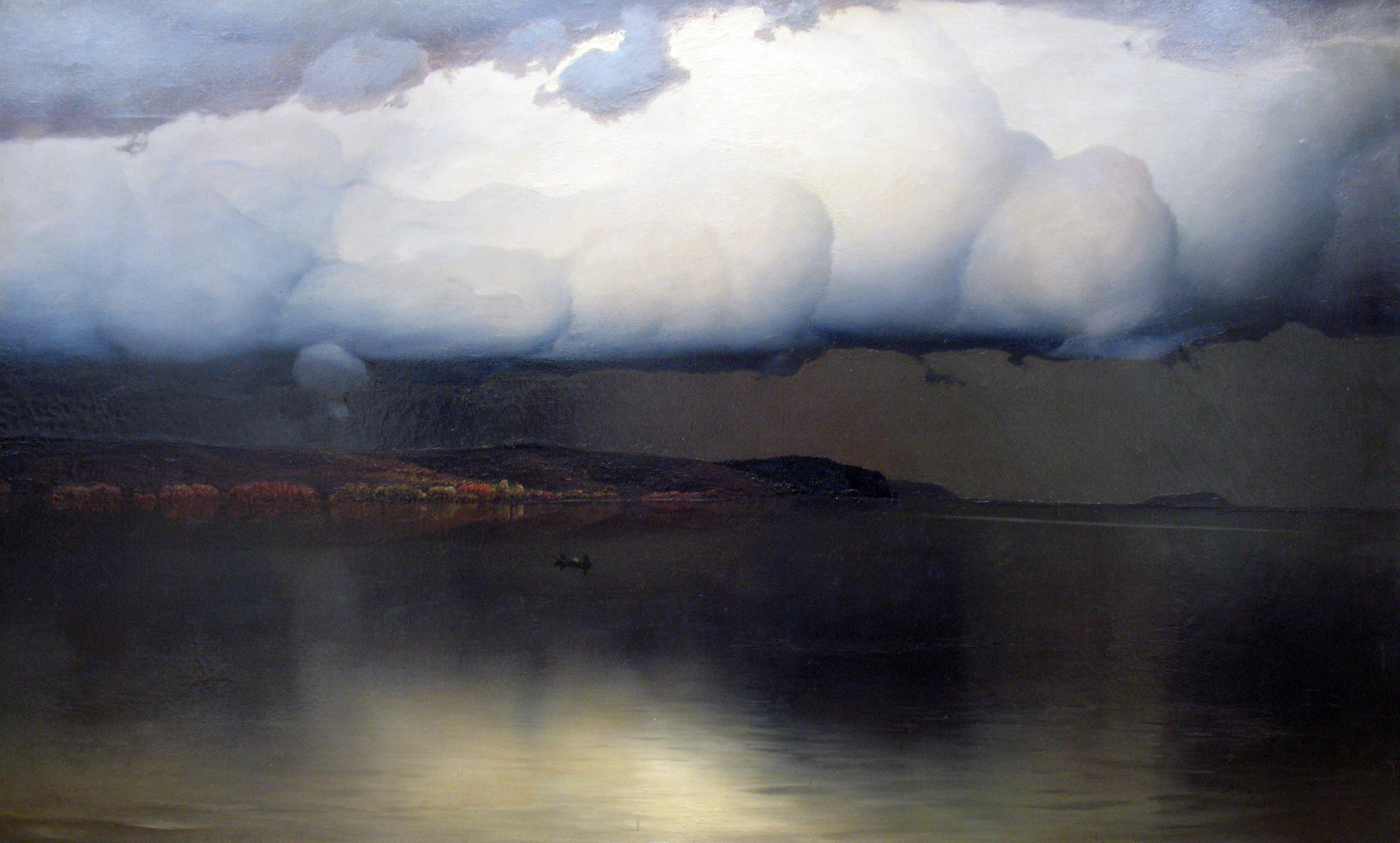
„Liniștea” (Calmul dinaintea furtunii)

În 1887 Ilia Repin l-a invitat să stea la proprietatea sa din Siverski, unde a pictat în aer liber și a intrat sub influența lui Repin. În anul 1888 a efectuat un tur călare pe coasta Mării Negre, în Georgia, împreună cu prietenul său, Nikolai Iaroșenko. În 1890 pictura „Liniștea” sau „Calmul dinaintea furtunii” a fost achiziționată de țarul Alexandru al III-lea pentru colecția sa de la Palatul de Iarnă. 
Din 1890 până în 1900 a călătorit intens, vizitând Marea Azov, Regiunea Volga și Caucazul, precum și diferite locuri din străinătate (Turcia, Franța, Italia, Germania). În 1897, după destituirea lui Arhip Kuindji, i s-a oferit postul de profesor de pictură peisagistică la Academia Imperială, dar a refuzat oferta. 
După moartea prietenului său Iaroșenko în 1898, el a devenit unul dintre liderii grupării Peredvijniki și a fost cunoscut ca o forță împăciuitoare atunci când noii membri au avut dezacorduri cu cei mai vechi. În această perioadă, el a fost din ce în ce mai influențat de impresionismul francez. Mai târziu, în 1898, în ciuda refuzului său de a accepta un post acolo, a fost numit „academician” de către Academia Imperială de Artă și a devenit profesor titular în 1900. 
A început să predea acolo în 1908 și, după moartea lui Aleksandr Kiseliov în 1911, a devenit șef al atelierului de pictura peisagistică. O inițiativă de amenajare a unui muzeu special pentru lucrările sale a trebuit să fie stopată din cauza izbucnirii Primului Război Mondial și nu a mai fost reluată niciodată. În 1915 a devenit membru al consiliului de conducere al Academiei. În această perioadă, el a găzduit, de asemenea, Salonul de marți, la care au participat personalități ale comunității științifice, artiști, scriitori și muzicieni. Savantul Ivan Pavlov i-a devenit un prieten apropiat.
În 1918 a murit din cauza insuficienței cardiace, iar Pavlov a ținut unul dintre discursurile funerare. În epoca sovietică, cu excepția unei expoziții organizate în 1938, numele său a fost uitat în mare măsură. O strada din Novocerkassk a fost ulterior numită în memoria sa. 

## Alte picturi

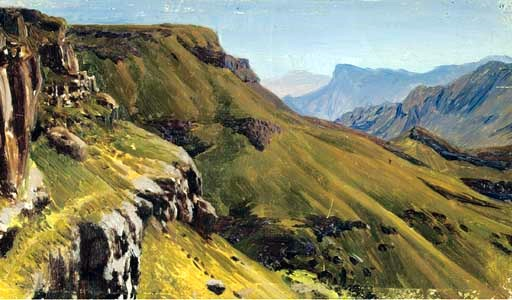
Teren muntos
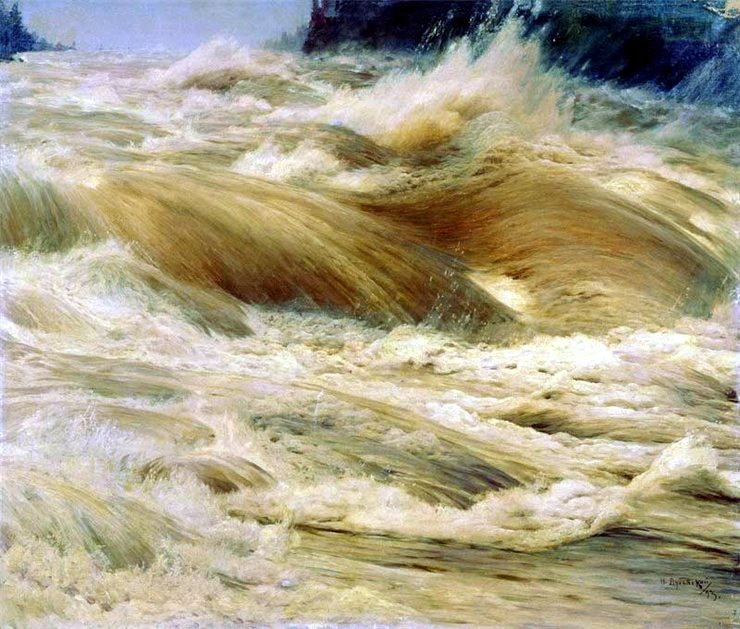
Cascada de la Imatra
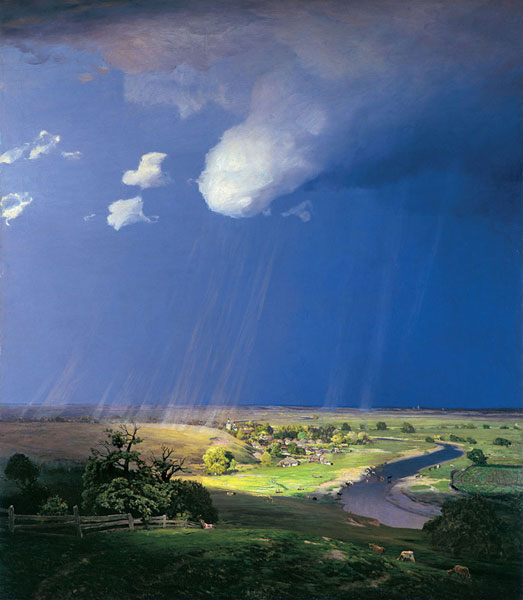
Țara natală
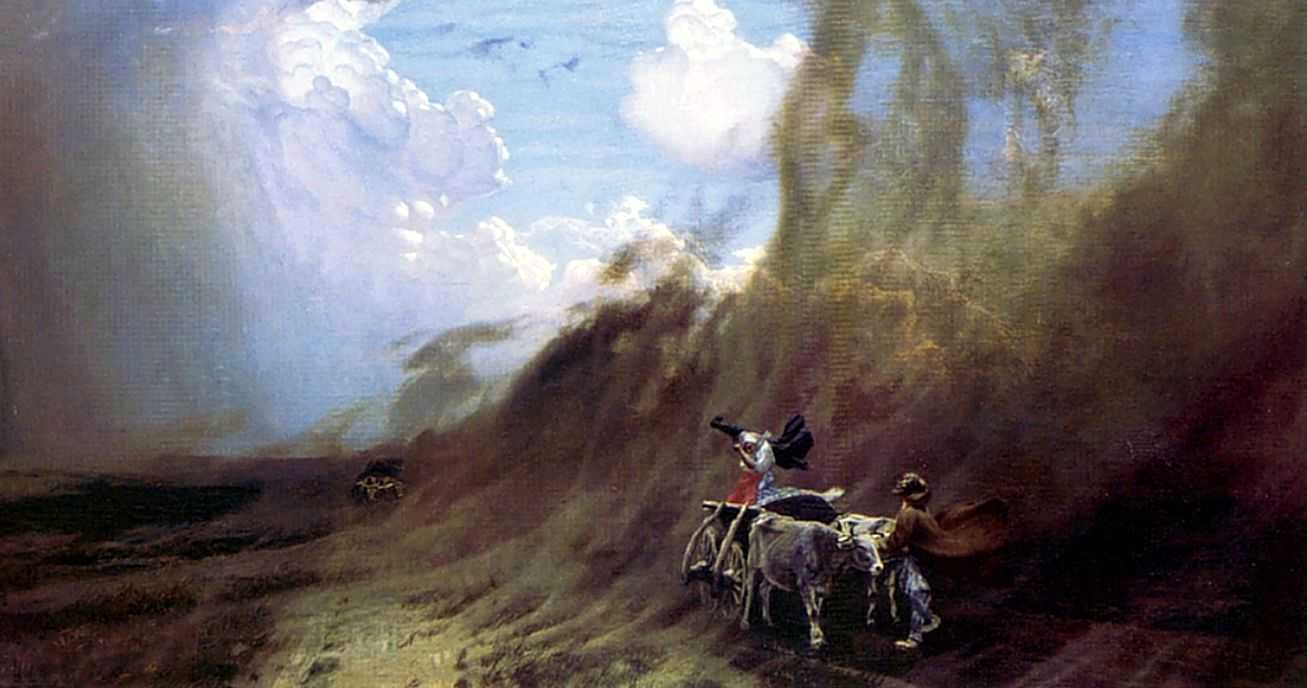
Furtună de nisip în stepă

## Legături externe
- Biography and appreciation @ Rodon
- Biography and appreciation @ Funeral-SPB